# Смилодекты
Смилодекты (лат. Smilodectes) — вымерший род приматов из эоцена Северной Америки (существовали около 55—50 млн лет назад). Близки к предкам современных лемуроподобных приматов и отражают раннюю стадию их эволюции.
Из продвинутых признаков отмечается наличие заглазничной дуги, а также развитые хватательные пальцы на передних и задних конечностях, что свидетельствуют об адаптации к древесному образу жизни. Зубная формула: {\displaystyle I{2 \over 2}C{1 \over 1}P{4 \over 4}M{3 \over 3}} (как и у всех адапид). Череп небольшой, морда умеренно длинная. Симфизарное сращение отсутствует, объём черепа приблизительно составляет 9,5 см3.

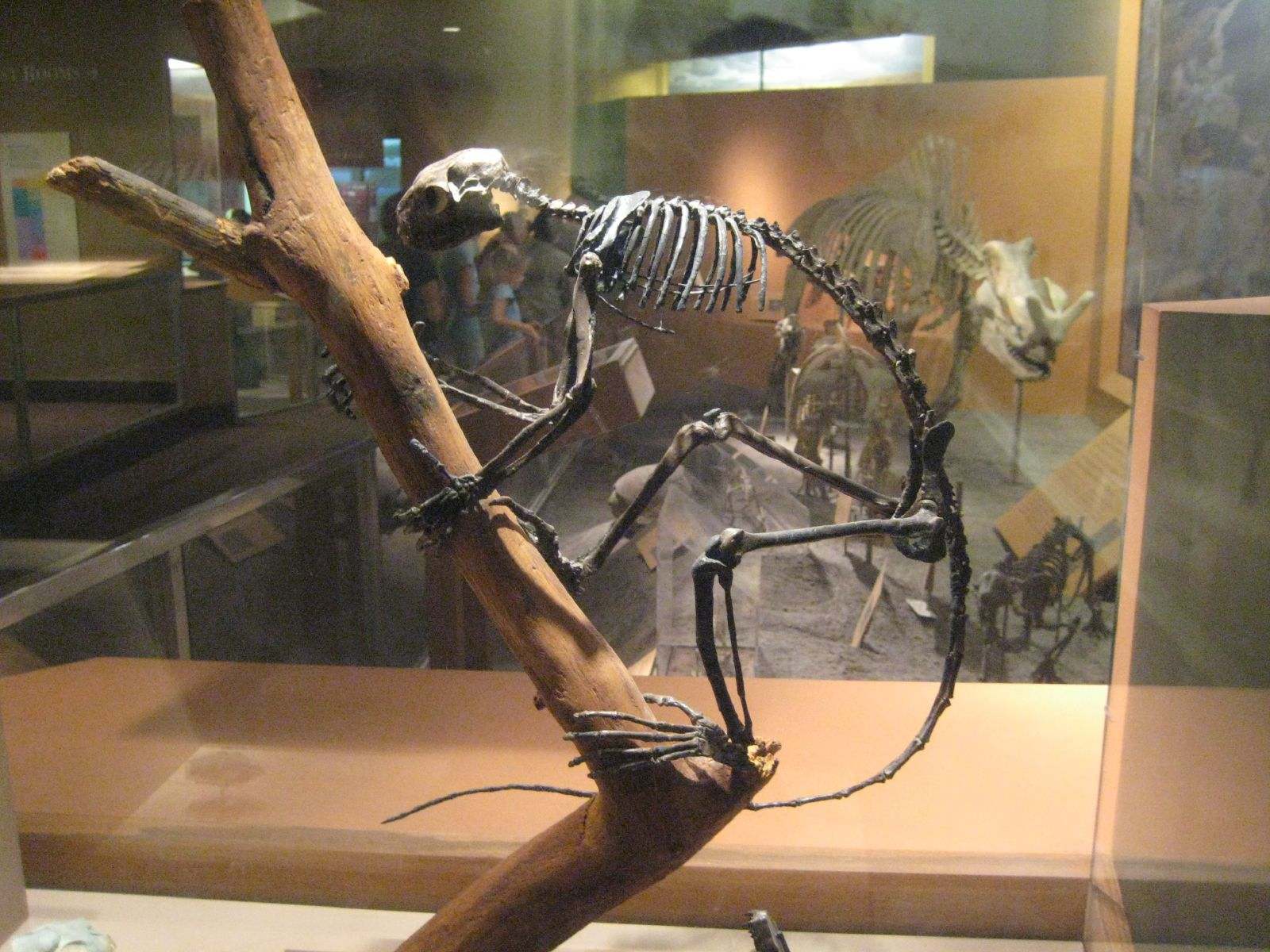
Скелет Smilodactes gracilis

## Виды
В настоящее время[когда?] признаны три вида: Smilodectes gracilis, Smilodectes gingerichi и Smilodectes mcgrewi.